# Bolagsstyrning
Begreppet bolagsstyrning (eng. corporate governance) behandlar tankegångar och bestämmelser om hur bolag skall ägas och styras. Att bolag genom att styras på lämpligt sätt tillgodoser aktieägarnas anspråk på avkastning på investerat kapital är en fundamental förutsättning för ett sunt och fungerande näringsliv och för att marknadens förtroende för bolagen och deras förvaltning skall upprätthållas.

## Bolagsorganen
Ett bolags styrelse har en naturlig och central roll inom bolagsstyrning. Även andra bolagsorgan och funktioner inom bolaget som bolagsstämman och revisionsutskottet samt själva revisionen av bolaget är i fokus för debatten om bolagsstyrning. Vidare anses det vara särskilt viktigt att åtgärder vidtas för att tillförsäkra att den information om bolaget som kommer marknaden tillhanda är korrekt och rättvisande. Därtill kommer tankegångar om ett mer aktivt engagemang från aktieägare samt den nya informations- och kommunikationsteknologin som medel för en effektivare bolagsstyrning (röstning på stämma genom elektronisk fullmakt eller deltagande on-line).

## Internationella regelverk
Vad som anses utgöra god bolagsstyrning finns inte fastslaget i något internationellt definierat och allmängiltigt dokument. Däremot har i flertalet länder i västvärlden antagits en eller flera vägledande regelverk som behandlar frågor om bolagsstyrning. En grundläggande fråga i detta sammanhang är om sådana bestämmelser skall ta sig uttryck i form av lagstiftning eller genom vägledande bestämmelser som marknaden själv får råda över (självreglering).
På europeisk nivå finns inte heller någon lagstiftning som reglerar bolagsstyrning, och EU kom under 1990-talet på efterkälken i bolagsstyrningsdebatten. I en rapport från 2002 lade dock den s.k. Wintergruppen – en bolagsrättslig expertgrupp utsedd av EU-kommissionen – fram bl.a. sin mening om hur bolagsstyrning bör harmoniseras inom unionen och hur bolagsstyrning inom europeiska bolag skall förbättras. Härefter utarbetade EU-kommissionen 2003 ett förslag till en europeisk handlingsplan i dessa frågor. På grund av stora skillnader mellan medlemsländerna förespråkade Kommissionen inte en gemensam europeisk kod för bolagsstyrning. Istället förordades att alla medlemsstater skulle fastställa egna nationella koder. Enligt Kommissionen skall dessa koder bygga på principen om comply or explain (följ eller förklara) som går ut på att bolagen antingen skall följa kodens bestämmelser eller förklara och motivera de avvikelser som bolagen gör från reglerna.
Parallellt med denna utveckling har som ovan angivits mer eller mindre frivilliga regelsamlingar, s.k. koder, för bolagsstyrning uppstått i ett stort antal länder. OECD har också utarbetat ett regelverk som behandlar bolagsstyrning. Ett föregångsland är Storbritannien som redan 1992, efter flera uppmärksammade bolagsskandaler, utkom med Cadbury-rapporten, som därefter tillsammans med ytterligare två rapporter – Greenbury-rapporten 1995 och Hampelrapporten 1997 – har sammanställts till Combined Code 1998 (uppdaterad 2003 efter Higgs-rapporten). I Sverige har vi sedan 2004 haft Svensk kod för bolagsstyrning, den s.k. Bolagskoden. I såväl Norge, Danmark som Finland har motsvarande koder om god bolagsstyrning utarbetats. 
Totalt fanns i mars 2004 enligt en sammanställning av ECGI (European Corporate Governance Institute) totalt 122 koder i 43 olika länder samt sju koder för internationella organisationer.

## Sarbanes-Oxley Act
USA har däremot valt att hantera bolagsstyrningsfrågorna lagstiftningsvägen. Genom det mycket omfattande regelverket Sarbanes-Oxley Act  från 2002 har ett stort antal frågor som berör bolagsstyrning reglerats genom lag. Sarbanes-Oxley Act (nedan ”SOX”) har ett vidsträckt tillämpningsområde, som styrs av vilka företag som är att anse som emittenter (eng. ”issuers”) enligt den amerikanska värdepapperslagstiftningen, Securities Exchange Act of 1934 (nedan ”Exchange Act”) eller Securities Act of 1933.  Detta innebär att lagen är tillämplig på samtliga amerikanska och icke-amerikanska bolag som har inregistrerat aktier eller ADR (American Depository Receipts) för handel på amerikansk börs eller marknadsplats eller som har initierat ett förfarande för att erbjuda värdepapper för spridning till en bredare krets i USA. Lagen omfattar alltså de svenska företag med aktier som handlas i New York. Utländska företag som inte faller under dessa bestämmelser omfattas i princip inte av SOX, oavsett om de har aktieägare i USA eller inte.  De bolag, på vilka SOX är tillämpliga, kallas nedan för ”emittenter”. Lagen syftar till att återställa investerarnas förtroende för aktiemarknaden och att garantera att innehållet i företagens finansiella rapportering och annan information som lämnas till aktiemarknaden överensstämmer med verkligheten. Detta syfte skall uppnås genom fyra huvudsakliga åtgärder:
•	Strängare krav på redovisning och information till aktiemarknaden
•	Högre krav på revisorers oberoende och professionalism
•	Krav på interna strukturer för revision och informationslämning till marknaden
•	Stränga straff för brott mot lagen.
Securities and Exchange Committee, SEC, den amerikanska motsvarigheten till Finansinspektionen, skall enligt SOX utfärda närmare tillämpningsföreskrifter för ett antal av lagens bestämmelser. 
Därtill kommer att vissa amerikanska börser, till exempel New York Stock Exchange, har antagit ytterligare bestämmelser som är tillämpliga på de bolag som är noterade där.
Det senaste året har dock visat tecken på att pendeln så sakteliga börjar svänga tillbaka från ett ensidigt fokus på regleringar och kontroll av företag till en något mer nyanserad syn på företag och företagande. Det handlar inte längre enbart om att återställa förtroendet för företag och aktiemarknaden, utan man har nått insikten att det är viktigare att söka förbättra bolagens konkurrenskraft samt att uppmuntra etablering och utveckling av nya företag.